# أندرو غالاشر
أندرو غالاشر (بالإنجليزية: Andrew Gallacher)‏ هو سائق رالي بريطاني، ولد في 28 مارس 1986.